# كاددينغتون (بيدفوردشير)
كاددينغتون (بالإنجليزية: Caddington)‏ هي قرية و أبرشية مدنية تقع في المملكة المتحدة في إنجلترا. يقدر عدد سكانها بـ 3,846 نسمة .

## المدن التوأمة
مدينة Oststeinbek هي مدينة توأمة لـكاددينغتون (بيدفوردشير).